# Мозырский драматический театр имени Ивана Мележа
Мозырский драматический театр имени Ивана Мележа (бел. Мазырскі драматычны тэатр імя Івана Мележа) — драматический театр, расположенный в городе Мозырь Гомельской области. Является главной театральной сценой города. Один из самых молодых театров Белоруссии, своё название он получил в честь белорусского классика Ивана Мележа.
Труппа Мозырского драматического театра имени И. Мележа — одна из самых молодых трупп в стране, преимущественно молодёжная.

## История
Театр был открыт в 1990-х годах на базе народного театра, который назывался Мозырский экспериментальный театр «Верасень». Долгие годы активное участие в постановках принимал известный белорусский артист Андрей Лазаровский. Наибольшую популярность театр приобрёл при руководстве Михаила Колоса — выпускника Московского театрального училища им. Щукина.
Мозырский театр неоднократно принимал участие и становился лауреатом Всесоюзных фестивалей и конкурсов. К примеру, спектакль «Разоренное гнездо», основанный на пьесе Янки Купалы в 1967 году, был показан на сцене Кремлёвского театра.
В 1991 году директором Мозырского драматического театра стал Сергей Клименко. Во время его руководства в театре проходило большое количество постановок известных мастеров Белоруссии — М. Трухана, В. Барковского, Н. Динова и В. Короткевича. «Верасень» осовременивал белорусскую классическую драматургию и пробовал приблизить конфликт современных белорусских драм до уровня классики.
В 1994 году художественным руководителем театра стал Валерий Лосовский, предложивший присвоить театру имя Ивана Мележа — писателя и земляка.
В 1998 году на должность директора театра была назначена Мария Потапьева (действующий директор заведения), которая за короткий период многое сделала для театра. Благодаря ей была осуществлена реконструкция здания театра, которое в сегодняшний день является памятником архитектуры. Она же в 1999 году пригласила молодого режиссёра Романа Цыркина на должность главного режиссёра театра. Он попытался провести своеобразную реформу в репертуарной политике.

## Деятельность
В действующем репертуаре Мозырского драматического театра имени Ивана Мележа имеются следующие отечественные и зарубежные постановки: «Если бы не Адам согрешил» В. Голубка и Л. Родевича, «Любовь Анны Чернушки» А. Петрашкевича (по мотивам романа И. Мележа «Люди на болоте»), «Яд» (по пьесе Я. Коласа «Антось Лата»), «Трибунал» А. Макаенка, «Беда от нежного сердца» В. Соллогуба, «Женитьба» Н. Гоголя, «Деревья умирают стоя» А. Касони, «Страсти под вязами» Ю. О’Нила, «Дядя Ваня» А. Чехова, «На всякого мудреца довольно простоты» А. Островского, «Павлинка» Я. Купалы.
Театр является участником и лауреатом ряда театральных фестивалей, в том числе и международных.
Он сотрудничает с Белорусской государственной академией искусств, где повышают свой профессиональный уровень актеры театра. Несколько спектаклей («Их четверо» Г. Запольской, «Любовь Анны Чарнушкы» А. Петрашкевич, «Кошка, которая гуляет сама по себе» Р. Киплинга, «Абрикосовый рай» Е. Исаевой, «Белоснежка и семь гномов» Е. Токмаковой и О. Табакова, «Павлинка» Я. Купалы, Ф. Аляхновича) поставил известный в Белоруссии режиссёр, заведующий кафедрой режиссуры Белорусской государственной академии искусств Григорий Боровик.
16 февраля 2013 года в здании случился пожар. Огонь уничтожил около 800 кв. метров кровли, частично повредив второй этаж. Также были уничтожены почти все сценические костюмы и театральный архив.